# Saint-Germain-des-Bois (Cher)
Saint-Germain-des-Bois ist eine französische Gemeinde mit 614 Einwohnern (Stand: 1. Januar 2022) im Département Cher in der Region Centre-Val de Loire; sie gehört zum Arrondissement Saint-Amand-Montrond und zum Kanton Dun-sur-Auron. 

## Geografie
Saint-Germain-des-Bois liegt etwa 24 Kilometer südsüdöstlich von Bourges. Im Norden verläuft der Fluss Rampenne, der hier auch entspringt, im Süden durchquert der Ruisseau des Marais das Gemeindegebiet, der auch das Feuchtgebiet Marais de Contres entwässert. Umgeben wird Saint-Germain-des-Bois von den Nachbargemeinden Senneçay im Norden, Vorly im Norden und Nordosten, Saint-Denis-de-Palin im Nordosten, Dun-sur-Auron im Osten, Contres im Südosten, Uzay-le-Venon im Süden, Chavannes im Westen und Südwesten, Serruelles im Westen sowie Levet im Nordwesten.

## Geschichte

### G.T.E.-Camp Barantheaume
Nach der Fondation pour la mémoire de la déportation (FMD) war in dem Weiler Barantheaume (Lage) nahe Saint-Germain vom 30. Dezember 1942 bis zum 28. Februar 1943 eine Groupe de Travailleurs Étrangers (G.T.E., Gruppe ausländischer Arbeiter) stationiert. Es handelte sich um die Fremdarbeitergruppe 147, die dem Groupement No. 6 in Limoges unterstellt war. Gérard Ferrand schreibt dagegen, dass das Internierungslager schon Ende 1940/Anfang 1941 in Betrieb genommen worden und zunächst ausschließlich von 200 spanischen Bürgerkriegsflüchtlingen bewohnt gewesen sei.
Die Unterbringungsmöglichkeiten im Lager waren wohl auf Dauer zu gering bemessen, denn die FMD erwähnt bereits für den 30. Dezember 1942 die Anwesenheit von 400 Fremdarbeitern. Die Zahlen gingen im Laufe des Jahres 1943 etwas zurück, und außer Spaniern gehörten nun auch Angehörige anderer Nationen zu den Internierten. Ferrand erwähnt für Anfang 1943 die Anwesenheit von 74 Polen und 239 Spaniern; Die FMD nennt für Mai 1943 noch 318 Fremdarbeiter und für den 28. Juni 1943 318 (darunter auch 2 jüdische sowie ungarische Arbeiter).
Die meisten Internierten arbeiten in den Wäldern und auf Bauernhöfen. Im Laufe der Zeit mehrten sich aber auch die Einsätze in Industriebetrieben.
Im Laufe des Jahres 1944 nahm die Zahl der Fremdarbeiter allmählich ab, und gegen Ende des Jahres wurde das Lager von den sich zurückziehenden Deutschen vollständig zerstört. Die Fremdarbeiter erielten in den ersten Monaten des Jahres 1945 ihre Freiheit zurück.
Bei Ferrand findet sich noch der Hinweis, dass parallel zum Lager Barantheaume spanische Flüchtlinge bei Bewohnern von Saint-Germain Asyl gefunden hätten. Mehrere Kinder im schulpflichtigen Alter seien dort zur Schule gegangen, und einige dieser spanischen Familien hätten sich nach dem Ende des Krieges dauerhaft in Frankreich niedergelassen.

## Bevölkerungsentwicklung
| Jahr                      | 1962 | 1968 | 1975 | 1982 | 1990 | 1999 | 2006 | 2013 |
| Einwohner                 | 557  | 515  | 545  | 557  | 594  | 547  | 568  | 624  |
| Quelle: Cassini und INSEE |      |      |      |      |      |      |      |      |

## Sehenswürdigkeiten
- Kirche